# 大弗拉兹
大弗拉兹（英語：Big Flats）是位于美国纽约州希芒县的一个镇，地处希芒县西端、埃尔迈拉以西。2010年美国人口普查时，该镇有7731人。 1822年，大弗拉兹镇从埃尔迈拉镇分出，正式建立。